# The Nut
The Nut é um filme mudo de 1921, escrito, produzido e protagonizado por Douglas Fairbanks. O filme foi dirigido por Theodore Reed. Vale dizer que Charles Chaplin e Mary Pickford (que era esposa de Douglas Fairbanks na época), fazem uma pequena ponta neste filme, sem terem sido creditados em sua abertura. Chaplin faz o seu próprio representante e Pickford aparece como a convidada de uma festa.

## Sinopse
Um excêntrico inventor, Charlie Jackson (Douglas Fairbanks), resolve tentar interessar ricos investidores para poder ajudar no plano de sua namorada, Estrell Wynn (Margueritte De La Motte), em socorrer crianças de sua pobre vizinhança.

## Elenco
- Douglas Fairbanks - Charlie Jackson
- Margueritte De La Motte - Estrell Wynn
- William Lowery - Philip Feeney
- Gerald Pring - George
- Morris Hughes - Pernelius Vanderbrook Jr.
- Barbara La Marr - Claudine Dupree